# 初恋 (1996年のテレビドラマ)
初恋（はつこい、朝鮮語: チョッサラン、ハングル: 첫사랑）は、1996年9月7日から1997年4月20日にかけて韓国KBS第2テレビで放送されたテレビドラマ。全66話。

## 概要
KBS週末連続ドラマ放送作品のひとつ。チョ・ソヘが脚本を担当し、イ・ウンジンとキム・ジョンチャンが演出を担当した。1970年代半ばから1980年代にかけての春川およびソウルを舞台に、貧しさにめげる事無く前向きに生きようとする一家の姿や、身分違いの初恋、そしてそれが元で起こった迫害とそれに対する復讐が描かれている。
1997年4月20日放送の最終回が視聴率65.8パーセントを記録、これまでMBC放送作品『愛が何だって』が保持していた韓国のテレビドラマ最高視聴率（64.5パーセント）を更新した。
主人公一家の次男ソン・チャヌ役を演じた俳優ペ・ヨンジュンにとっては出世作となった作品であり、また女優チェ・ジウと初めて共演した作品でもあった。

## 登場人物
登場人物はに基づく。
| 俳優               | 役名                        | 作品中の設定等 |
| チェ・スジョン     | ソン・チャニョク            | ソン家の長男で画家を夢見る。ヒョギョンへの想いを断ち切れずにいる。                                                                                               |
| ペ・ヨンジュン     | ソン・チャヌ                | ソン家の次男。環境を悲観し不良仲間とつるんだ時期もあるが、後ソウル大学法学部に入学し司法試験を目指す。小学校の同級生だったヒョギョンにひそかに想いを寄せている。 |
| イ・スンヨン       | イ・ヒョギョン              | イ・ジェハの娘。チャニョクの描いた絵を偶然見たところから彼に想いを寄せるが、その事が結果的にチャニョクが不幸な目に遭う原因となる。                               |
| チェ・ジウ         | カン・ソッキ                | ヒョギョンの幼馴染。ソウル大学の英文科に通いながら放送部員として活動している。チャヌに関心を抱いている。                                                         |
| チョ・ギョンファン | イ・ジェハ                  | ヒョギョンの父親で実業家。ヒョギョンとチャニョクとの交際に反対し、あらゆる手を講じてふたりを引き離そうとする。                                                   |
| ユン・ミラ         | ヒョギョンの母              | ジェハの妻でヒョギョンの母。ヒョギョンを溺愛している。 |
| アン・スンフン     | ソン・ワンギ                | ヒョギョンの母の実弟。義兄ジェハのもとで働いている。ヒョギョンからチャニョクとチャヌを引き離そうと実力行使に出る。                                               |
| ペ・ドファン       | オ・ドンパル                | チャニョクの同級生で友人。後に料理人としてソウルの中華料理店に就職、ソウル移住後もソン家と深くかかわる。                                                         |
| ソン・ヒョンジュ   | チュ・ジョンナム            | ソウル移住後のソン家の隣人で流しの歌手。後チャノクと結婚しソン家の一員となる。                                                                                   |
| ソン・チェファン   | ソン・チャノク              | ソン家の長女でチャニョク、チャヌの姉。亡くなった母の代わりに家事全般を担当する。無学だが純粋な性格。                                                             |
| パク・チョンス     | ヤン・ヘンスン              | シンジャの母。ジェハが経営する映画館の売店で働きながら娘を育てた。後再婚する。                                                                                   |
| イ・ヘヨン         | パク・シンジャ              | 春川時代のソン家の隣人でチャノクの友人。チャニョクに片想いしており、彼を追ってソウルに就職する。                                                                 |
| キム・インムン     | ソン・ドッペ                | ソン家の父親、春川時代は映画館の看板の絵描きとして働いていた。ソウル移住後は屋台の料理屋を経営。息子たちの立身出世を夢見る情に篤い人物。                         |
| チャ・テヒョン     | ギファン                    | 高校時代のチャヌの不良仲間。ソウルでカジノに勤務しており、アルバイトとしてチャヌを誘う。                                                                         |
| キム・テウ         | パク・ヒョンギ              | チャヌの大学での友人。チャヌにとっては本心を話すことができる唯一の人物。ソッキに想いを寄せている。                                                               |
| チョン・ヤンジャ   | チョン会長                  | ソッキとソクジンの母で実業家。チャヌの力量に目をつけ、後に自らの部下とする。                                                                                     |
| チョン・ウン       | カン議長                    | ソッキとソクジンの父で国会議員。ジェハ一家とは家族ぐるみでの付き合いだった。                                                                                     |
| パク・サンウォン   | カン・ソクジン （ソクチン） | ソッキの兄で建築科の大学院生。幼馴染のヒョギョンに想いを寄せるが、チャニョクとの縁を知り、ふたりの仲を取り持とうとする。                                         |
| ナ・ハニル         | ナ社長                      | チャヌとギファンが働くカジノの社長。司法試験に挑戦したが合格を果たせなかった過去を持つ。チャヌの仕事ぶりや能力の高さに目をかけて重用する。                       |

## 韓国国外での放送

### 日本
全40話に再編集された海外向けバージョンが、NHKのBS2で2005年3月31日から日本語吹替版で放送され、放送初日に視聴率2.4パーセントを記録した。吹替を担当した声優は以下の通り:
- ソン・チャニョク: 森川智之、少年時代: 栗山浩一[8]
- ソン・チャヌ: 萩原聖人
- イ・ヒョギョン: 須藤理彩
- カン・ソッキ: 田中美里[9]
- オ・ドンパル: 高木渉[10]
- パク・シンジャ: 八十川真由野[11]

#### 各話タイトル
NHKで放送された際に用いられた全40話のバージョンのサブタイトル一覧である:
| 話数   | サブタイトル     | 話数   | サブタイトル     |
| ------ | ---------------- | ------ | ---------------- |
| 第1話  | 出会い           | 第2話  | 反抗期           |
| 第3話  | 父の願い         | 第4話  | 怒りの代償       |
| 第5話  | チャニョクの行方 | 第6話  | シンジャのねたみ |
| 第7話  | 新天地ソウル     | 第8話  | それぞれの春     |
| 第9話  | 二つの再会       | 第10話 | 涙の決別         |
| 第11話 | 和解             | 第12話 | もう一度夢を     |
| 第13話 | チャノクの恋     | 第14話 | プロポーズ       |
| 第15話 | 嵐の予感         | 第16話 | 引き裂かれた二人 |
| 第17話 | 迫りくる魔手     | 第18話 | 逃避行           |
| 第19話 | チャヌを救え     | 第20話 | ソクジンの説得   |
| 第21話 | 非情な要求       | 第22話 | 光と影           |
| 第23話 | 孤独な旅立ち     | 第24話 | 春 ふたたび      |
| 第25話 | 男の誓い         | 第26話 | 苦悩の拒絶       |
| 第27話 | 愛ゆえに         | 第28話 | 心はひとつ       |
| 第29話 | つかの間の幸せ   | 第30話 | 事故の真相       |
| 第31話 | 偽りの悲報       | 第32話 | 真の友           |
| 第33話 | 再出発           | 第34話 | 反撃の時         |
| 第35話 | 衝撃の事実       | 第36話 | 岐路             |
| 第37話 | 闘争宣言         | 第38話 | 復しゅう         |
| 第39話 | 対決             | 最終話 | 愛は永遠に       |

## 主題歌
- オープニングテーマ: イム・ジフン（朝鮮語版）『初恋』
- 挿入歌: キム・ジョンファン『存在の理由』[13]、ストラトヴァリウス『Forever』[13]

### 『Episode』返品騒動
フィンランドのパワーメタルバンドストラトヴァリウスのアルバム『Episode』に収録されている楽曲「Forever」が、この作品の挿入歌のひとつとして用いられた事により、同曲は韓国国内で大変な人気を博することとなった。その影響で『Episode』の韓国国内での売り上げが急増したが、「Forever」以外の曲に驚いた多くの購入者による大規模な返品騒動も発生した。

## 関連商品

### DVD
韓国ではDVDは未発売であり、オリジナルサウンドトラックに映像を追加したDVDのみが発売歴がある。同DVDは2008年にKBSメディアより発売された。日本ではマクザムよりDVD-BOX、ポニーキャニオンよりブルーレイBOXが発売されたがいずれも廃盤となっている。

### CD
韓国では1996年11月にKBSメディアよりサウンドトラックCDが発売された。

### 書籍
日本では2005年6月、ライターの新見寿美江がワニブックスより『もっと知りたい「初恋」の世界』を出版。その1月後の2005年7月にNHK出版よりムック『教養・文化シリーズ - 韓国ドラマ・ガイド 初恋』が出版された。

## 文献
1. ↑  김갑식 ［시청률조사］「첫사랑」최종회 65.8% 최고시청률 （朝鮮語） 東亜日報 1997.4.22付記事
2. ↑  TBC 이야기（動画）JTBC 2015.10.27 11:48 (UTC) 閲覧
3. ↑  姜明錫「韓国人の暮らしとテレビ・ドラマ」『Koreana』第14巻第4号、韓国国際交流財団、ソウル、2007年、p.9、ISSN 12254592。
4. ↑  韓国ドラマ『初恋』日本語字幕版 フジテレビONE/TWO/NEXT 2015.10.27 12:01 (UTC) 閲覧
5. ↑  Cast & Staff 日本版公式サイト 2015.11.1 06:13 (UTC) 閲覧
6. ↑  初恋 FAQ NHK 2014.10.27 12:40 (UTC)閲覧（アーカイヴ）
7. ↑  ヨン様主演NHK『初恋』、BS2で異例の高視聴率 朝鮮日報 日本語版 2005年4月6日、2008年8月25日閲覧。[リンク切れ]
8. ↑  男性所属タレント 栗山 浩一 ぷろだくしょん★A組公式サイト 2016.7.21 12:00 (UTC) 閲覧
9. ↑  “初恋 トップページ”. 2006年10月26日時点のオリジナルよりアーカイブ。2017年9月26日閲覧。
10. ↑  01 タレント一覧 高木 渉 アーツビジョン公式サイト 2016.7.21 08:48 (UTC) 閲覧
11. ↑  八十川 真由野 文学座公式サイト 2016.7.21 12:00 (UTC) 閲覧
12. ↑  “初恋 放送予定”. 2006年10月26日時点のオリジナルよりアーカイブ。2017年9月26日閲覧。
13. 1 2  송원섭 ［불후의 명작 ④］‘첫사랑’ 나무, 한류 팬 필수 코스 （朝鮮語） NATE（オリジナル: 日刊スポーツ）2009.7.3付記事
14. ↑  한현우 자기 나라에선 잘 몰라줘도… 한국에만 오면 "꺄아~" （朝鮮語） 朝鮮日報 2011.1.11付記事